# Trúc Đường, Chương Hóa

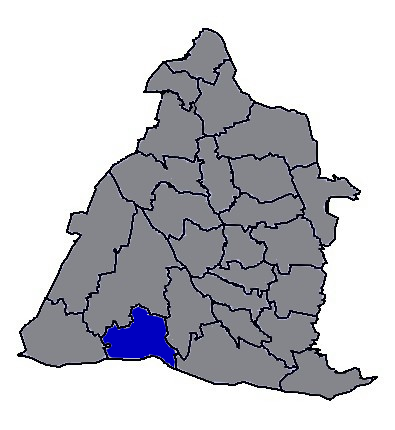
Vị trí tại Chương Hóa

Trúc Đường (tiếng Trung: 竹塘鄉; bính âm: Zhútáng Xiāng) là một hương (xã) của huyện Chương Hóa, tỉnh Đài Loan, Trung Hoa Dân Quốc (Đài Loan). Trúc Đường có địa hình đồng bằng thấp, các khu vực ngập nước đã được cải tạo thành những vùng nông nghiệp phát triển với các loại rau, hoa quả ôn đới, nhiệt đới cùng với lúa gạo. Tổng diện tích của Trúc Đường là 42,1664 km², dân số vào tháng 8 năm 2011 là 16.366 người thuộc 4.595 hộ gia đình, mật độ cư trú đạt 388,1 người/km²